# Мрвица, Максим
Максим Мрвица (хорв. Maksim Mrvica, произносится как Мрвица; род. 3 мая 1975) — хорватский пианист. Исполняет музыку в смешанном стиле (кроссовер).
Начал учиться игре на фортепиано с 9 лет. Занимался в Загребской академии музыки у Владимира Крпана, затем в Будапештской академии музыки и, наконец, в Париже под руководством Игоря Лазько. Выиграл Международный конкурс пианистов имени Николая Рубинштейна в Париже (1999) и международный конкурс в Понтуазе (2001).
Известен как исполнитель произведений хорватского композитора Тончи Хулича.

## Дискография
- 1999 — Gestures (album)
- 2003 — The Piano Player
- 2004 — Variations Part I&II
- 2005 — A New World
- 2006 — Electrik
- 2007 — Pure
- 2008 — Pure II
- 2008 — Greatest Maksim
- 2010 — Appassionata
- 2012 — The Movies
- 2014 — Mezzo e Mezzo
- 2015 — Croatian Rhapsody
- 2018 — New Silk Road